# 海努克庙
海努克庙，蒙古语称“海努克都纲”，汉语俗称“银顶寺”，位于新疆维吾尔自治区伊犁哈萨克自治州察布查尔锡伯自治县，是一座准噶尔汗国时期的藏传佛教格鲁派寺院。

## 简介

### 兴建
1727年，噶尔丹策零继位为准噶尔汗，倡导黄教，自西藏扎什伦布寺、哲蚌寺、色拉寺等寺请来不少高僧到卫拉特蒙古，大概在该时期，在伊犁河北岸兴建了固尔札都纲，在伊犁河南岸兴建了海努克都纲。蒙古语“固尔札”意为“盘羊”，据说因此庙用盘羊角装饰而得名；蒙古语“海努克”意为 “牦牛”，据说因此庙用牦牛角装饰而得名。藏语“都纲”意为“大经堂”，是喇嘛们诵经之所，后来逐渐演变成藏传佛教寺院的建筑形式之一“都纲法式”，即平面呈“回”字形，中央为大经堂，四周建围廊。《伊江汇览》记载：“旧传两寺极为壮丽，乃内地工匠远来修建者。”固尔札庙“范金作瓦覆栋梁”，传说固尔札庙扩建完工后，伊犁河南岸的海努克庙的喇嘛可看到固尔札庙三层大殿的金顶在阳光下发出的光芒，故固尔札庙俗称“金顶寺”。海努克庙则被称作“银顶寺”。
1825年，特克第《蒙古溯源史》（托忒蒙古文）中记载了如下传说：唐古特（指西藏）的巴勒丹噶布楚格隆是位托钵僧（藏语“格隆”意为比丘），他来到噶尔丹汗（应指噶尔丹策凌）处，受到器重，被称作“好喇嘛”。噶尔丹汗对巴勒丹噶布楚说：“唐古特人不是善于察看寺塔地基吗？那就请你给我察看一下建造寺塔的地址吧！” 巴勒丹噶布楚选定地址后，报告噶尔丹汗称：“这地方恰似犏牛犄角，是个理想的建寺之地。”便在此建了座寺庙（指海努克庙），寺内供奉弥勒佛像。还有一次，噶尔丹汗说：“再选一个造塔的地方吧！” 巴勒丹噶布楚说：“这地方恰似公盘羊羊头，最宜造塔。”便在此建了座八丈高塔，并且在附近建了座银塔（这可能有误，托忒蒙古文手抄本《四卫拉特史》称是又建了座庙，则应是指固尔札庙），塔内供奉达吉佛像（《四卫拉特史》称其内供奉度母像，这与河北承德安远庙供奉绿度母的情况十分吻合）。但是，在这两个像犄角一样隆起之地兴建寺塔很危险，建成的寺塔都摇晃，不久便坍塌。据说这两件事令噶尔丹汗折寿，政教崩溃，受其大害。

### 被毁
1745年噶尔丹策零死后，准噶尔部上层内部为争夺汗位而内讧，准噶尔汗国衰落。清朝乾隆二十年（1755年），清朝朝廷出兵平定了准噶尔部达瓦齐之乱。不久，已归附清朝的辉特部首领阿睦尔撒纳有意谋取卫拉特四部总台吉的职位，遂叛乱。乾隆二十一年（1756年），清朝发兵征讨阿睦尔撒纳，将之击溃。《西域图志》卷之十二记载：“固勒扎，旧对音为固尔扎。在伊犁郭勒北二十里，旧有佛庙。噶尔丹策凌建两庙，喇嘛坐床者四，令五鄂托克轮值供养之。阿睦尔撒纳叛，诸喇嘛附和为逆，旋为阿睦尔撒纳所掠，乃各散去，庙毁于火。”这是说固尔札庙和海努克庙在阿睦尔撒纳叛乱中被火烧毁。为此，乾隆皇帝还写了一首《御制固尔札庙火用唐韩愈陆浑山火和皇甫湜韵并效其体》。
此外，固尔札庙和海努克庙被毁经过还有另外一种说法。阿睦尔撒纳和达瓦齐争夺汗位时，曾请求哈萨克中玉兹阿布赉汗援助，阿睦尔撒纳乃自东进攻，哈萨克人自西进攻，两面夹击达瓦齐，达瓦齐撤至博尔塔拉，哈萨克人纵火焚毁固尔札庙。《蒙古溯源史》说：“在达瓦齐时代，准噶尔的多罗特舍棱诺颜和绰罗斯的巴朗林沁诺颜二人率哈萨克军进攻达瓦齐。哈萨克人捣毁了金寺和银寺。”托忒蒙古文《准噶尔史概要》也记载：1753年十一月到十二月，达瓦齐三次派兵征讨阿睦尔撒纳，但均未克。阿睦尔撒纳决定反击达瓦齐，但兵力不足。十二月，阿睦尔撒纳派兄长班珠尔到左哈萨克阿布赉汗处求援，阿布赉派5000名哈萨克兵带着四百匹马、七百峰骆驼增援阿睦尔撒纳。这些哈萨克兵自西北攻入伊犁，焚毁了金顶寺（固尔札庙）和银顶寺（海努克庙），摧毁了额尔克腾、布库斯、巴尔达木特三鄂托克。
清朝平定准噶尔、统一西域后，继续扶持黄教，以安定民心。乾隆帝称：“兴黄教即所以安众蒙古，所系非小，故不可不保护之。”乾隆二十五年（1760年），伊犁办事大臣阿桂奏：“伊犁名胜之地，河北无过固尔札，河南无过海努克。” 乾隆二十八年（1763年），乾隆帝下旨：“伊犁原系厄鲁特地方，今既筑城，……自应照蒙古例，设立喇嘛，举行送巴凌、放乌布藏等事。固勒札、海努克现有庙宇，著寄信明瑞，令酌修一所，选喇嘛百余名。除伊犁现有喇嘛外，彼处蒙古内，有情愿充当者听，若仍不敷，俟明瑞奏到时，另行拨往。”但后来乾隆帝又称：“梵宇之仅存煨烬之余者，已不可复整，亦不必为之复整也。”因此固尔札庙未重建。但为尊重东迁到热河（今河北承德）的准噶尔达什达瓦部的信仰，乾隆二十九年（1764年）仿固尔札庙原样在承德兴建了安远庙。清朝时期，伊犁河谷陆续兴建了绥定城兴教寺、惠远城普化寺、昭苏圣佑庙、察布查尔靖远寺、尼勒克崇寿寺等藏传佛教格鲁派寺院。

### 遗址
海努克古城位于海努克村东北大约4公里的伊车布哈渠南岸，地势开阔，如今此处大多是农田。海努克古城创建于元朝，约为阿鲁忽时的“也里虔”城，是阿鲁忽的牙帐的所在处。黄文弼考证，该城与“阿里马里”城的时代相同，均为元朝13世纪前后的遗址。清朝，准噶尔仍然将海努克古城作为政治及宗教中心。海努克古城规模小，原来有内、外两城，外城城墙早就无存，仅残余一条土埂，周长大约2公里多。内城平面大概呈长方形．尚存夯土筑成的城墙残墙，高度约2米。整个古城东西窄、南北长，平面呈椭圆形，总面积50万平方未。古城的北、东、西三面残存护城河遗迹。古城的南、东、西外围留有墓葬遗迹，墓葬为土堆墓。古城东面有泉水沟和庙宇建筑遗迹，据考证即海努克庙（银顶寺）遗迹。古城内出土了很多文物。1966年，该古城被定为新疆维吾尔自治区文物保护单位。但该城20世纪曾遭淘金者毁灭性破坏。如今该古城已基本没有建筑物残存。